# Monakh i bes
Monakh i bes (russisk: Монах и бес) er en russisk spillefilm fra 2016 af Nikolaj Nikolajevitj Dostal.

## Medvirkende
- Timofej Tribuntsev som Ivan
- Boris Kamorzin
- Nikita Tarasov som Nikolaj I
- Sergej Barkovskij som Alexander von Benckendorff
- Roman Madjanov